# 목도리집박쥐
목도리집박쥐(Arielulus aureocollaris)는 애기박쥐과에 속하는 박쥐의 일종이다. 라오스와 태국에서 발견된다.

## 특징
작은 박쥐로 전완장이 47~51mm이고 꼬리 길이는 43~58mm이다. 귀 길이는 15~18mm, 몸무게는 최대 17g이다. 몸의 털은 길고 대체로 검다. 등 쪽은 갈색빛 노랑 또는 구릿빛을 띠는 반면에 배 쪽은 희고 털 끝은 황금색이다.

## 분포 및 서식지
베트남 북부와 라오스, 태국에 널리 분포한다. 해발 2,000m 이하의 수로 근처 구릉지대 숲과 일차림, 교란이 일부 일어난 숲에서 서식한다.